# The Aquatic Adventure of the Last Human
The Aquatic Adventure of the Last Human (с англ. — «Подводное приключение последнего человека») — видеоигра в жанре 2D-метроидвания, разработанная студией YCJY. Релиз состоялся 19 января 2016 года на Microsoft Windows, OS X и Linux. Переносом игры на PlayStation 4 и Xbox One занималась Stage Clear Studios, версии вышли в январе 2018 года, а через год, 3 января 2019, появился и порт на Nintendo Switch.

## Игровой процесс
Действие игры разворачивается в далёком будущем. Безымянный главный герой возвращается на Землю после длительного путешествия в космосе и обнаруживает, что люди вымерли, а он — последний их представитель. Ледяные шапки растаяли, магнитные полюса сместились, и массовые субтектонические водоёмы прорвались. Игрок должен проплыть через затонувшую Землю в своём подводном аппарате, чтобы собрать воедино историю гибели человечества.
Игра представляет собой сайд-скроллер shoot ’em up в pixel art стилистике. Упор делается на исследование мира, его истории, а большинство, населяющих его морских существ не являются угрозой персонажу, однако игроку предстоит встретить на своём пути несколько боссов. В типичной для метроидваний манере, игрок получает улучшения для своего батискафа, которые помогут попасть в ранее недоступные зоны. Прохождение основной игры открывает режим «Boss Rush», что позволяет сразиться со всеми боссами.
Помимо улучшений, в игре встречаются голографические записи, которые представляют общую картину произошедшего с человечеством.

## Разработка
The Aquatic Adventure of the Last Human была разработана шведской студией YCJY, в состав которой входят Йозеф Мартиновский и Кристофер Андреассон. Саундтрек написал Карл Флодин. Игра частично финансировалась через Kickstarter, собрав 61 777 крон на краудфандинговой платформе в 2015 году.
YCJY не собирались делать игру, посвящённую изменению климата, но чувствовали, что эта тема естественным образом подходит для созданной ими подводной среды. Помимо пионеров жанра, таких как серии Metroid и Castlevania, YCJY также вдохновлялась такими играми, как Shadow of the Colossus, Teleglitch и серия Dark Souls. Боссы игры, которые могут как задавить персонажа, так и убить его за несколько ударов, были созданы для того, чтобы игроки чувствовали себя незначительными и хрупкими. YCJY сравнили контраст в настроении и сложности между исследованием и битвами с боссами с песней Pixies «Tame», в которой громкие и тихие части подчёркивают друг друга.

## Отзывы
The Aquatic Adventure of the Last Human получила в основном положительные отзывы критиков, имея 76/100 баллов на Metacritic. Критики высоко оценили чувство места в игре, Александр Чатциоанну в статье для Hardcore Gamer описал её как «очаровательно пустынный мир, его красота подчеркивает осознание того, что в этой стране величественных подводных гигантов вы — захватчик». Бен Дэвис из Destructoid обнаружил, что «тщательно прорисованные вручную» декорации «оживают в движении» до такой степени, что скриншоты не передают игру должным образом. Майк Пэджет из GameSpot отметил, как музыка улучшала атмосферу, что она может «разжечь ощущения чуда». Однако ему иногда было трудно выделить персонажа игрока на фоне, что могло привести к несправедливым смертям.
| Сводный рейтинг    | Сводный рейтинг     |
| Агрегатор          | Оценка              |
| ------------------ | ------------------- |
| Metacritic         | 76/100 (11 reviews) |
| Иноязычные издания |                     |
| Издание            | Оценка              |
| Destructoid        | 8,5/10              |
| GameSpot           | 8/10                |
| PC Gamer (US)      | 90/100              |
| Hardcore Gamer     | 3,5/5               |

Встречи с боссами оказались весёлыми. Джеймс Дэвенпорт, писавший для PC Gamer, описал их как «массивные и многогранные», и, несмотря на то, что он предпринял около тридцати попыток в одном конкретном столкновении, он всё ещё упорствовал, виня в неудаче себя, а не игру. Дэвис согласился, написав, что боссы требуют «навыков решения головоломок, стратегии, быстрых рефлексов и, прежде всего, настойчивости». По словам Пэджета, преодоление таких трудностей дало «чувство безмерного удовлетворения», «награду за терпеливую, размеренную игру».
Пэджет считал, что фрагменты истории написаны исключительно хорошо, а подход не претенциозен или не пытается наставлять. Чатциоанну не согласился, описав голографические записи в игре как «серию отвратительных отрывков экологических сведений, поданных со всей искусностью на уровне старшеклассников», сообщения неудобно сопоставлены с игровым процессом, поощряющим уничтожение дикой природы. Дэвенпорт обдумывал свои мотивы, убивая существо за существом, продолжая игру ради собственного удовольствия, что заставило его задуматься о том, как его действия в реальном мире могу наносить вред.